# Anarchist Federation
Anarchist Federation (AF lub AFed), pol. Federacja Anarchistyczna – działająca na terenie Wielkiej Brytanii oraz Irlandii federacja grup anarchistycznych o orientacji anarchokomunistycznej Należy do Międzynarodówki Federacji Anarchistycznych.

## Historia
Anarchist Federation powstała w 1986 jako Anarchistyczna Federacja Komunistyczna (ACF), natomiast w 1999 zmieniła nazwę na aktualną. ACF stanowiło połączenie Anarchist Communist Discussion Group (ACDG; wcześniej jako Libertarian Communist Discussion Group, LCDG) oraz Syndicalist Fight, będącego odłamem Solidarity Federation. LCDG opierało się natomiast na byłych członkach Libertarian Communist Group, której korzenie sięgały lat 70. XX w. w istniejącej wówczas Anarchist Workers Association.